# Kapandríti
Kapandríti är en ort i Grekland.   Den ligger i prefekturen Nomarchía Anatolikís Attikís och regionen Attika, i den sydöstra delen av landet, 30 km nordost om huvudstaden Aten. Kapandríti ligger 325 meter över havet och antalet invånare är 3 359.
Terrängen runt Kapandríti är kuperad, och sluttar österut.Runt Kapandríti är det ganska tätbefolkat, med 100 invånare per kvadratkilometer. Närmaste större samhälle är Acharnes, 19,5 km sydväst om Kapandríti. Trakten runt Kapandríti består till största delen av jordbruksmark.